# العلاقات السنغالية الفنلندية
العلاقات السنغالية الفنلندية هي العلاقات الثنائية التي تجمع بين السنغال وفنلندا.

## مقارنة بين البلدين
هذه مقارنة عامة ومرجعية للدولتين:
| وجه المقارنة                                              | السنغال                                              | فنلندا                                                                               |
| --------------------------------------------------------- | ---------------------------------------------------- | ------------------------------------------------------------------------------------ |
| المساحة (كم2)                                             | 196.72 ألف                                           | 338.42 ألف                                                                           |
| عدد السكان (نسمة)                                         | 15.85 مليون                                          | 5.52 مليون                                                                           |
| الكثافة السكانية (ن./كم²)                                 | 80.57                                                | 16.31                                                                                |
| العاصمة                                                   | داكار                                                | هلسنكي                                                                               |
| اللغة الرسمية                                             | لغة فرنسية، اللغة الولوفية، باديارا ‏، اللغة البلنتية | اللغة الفنلندية، اللغة السويدية                                                      |
| العملة                                                    | فرنك غرب أفريقي                                      | يورو، ماركا فنلندية                                                                  |
| الناتج المحلي الإجمالي (بليون دولار)                      | 16.37 مليار                                          | 251.88 مليار                                                                         |
| الناتج المحلي الإجمالي (تعادل القوة الشرائية) بليون دولار | 36.62 مليار                                          | 231.84 مليار                                                                         |
| الناتج المحلي الإجمالي الاسمي للفرد دولار أمريكي          | 899                                                  | 42.31 ألف                                                                            |
| الناتج المحلي الإجمالي للفرد دولار أمريكي                 | 2.33 ألف                                             | 40.68 ألف                                                                            |
| مؤشر التنمية البشرية                                      | 0.466                                                | 0.883                                                                                |
| رمز المكالمات الدولي                                      | +221                                                 | +358                                                                                 |
| رمز الإنترنت                                              | .sn                                                  | .fi                                                                                  |
| المنطقة الزمنية                                           | 00                                                   | ت ع م+02:00، ت ع م+03:00، أوروبا/هلسنكي ‏، توقيت شرق أوروبا، توقيت شرق أوروبا الصيفي ‏ |

## منظمات دولية مشتركة
يشترك البلدان في عضوية مجموعة من المنظمات الدولية، منها:
| علم المنظمة | اسم المنظمة                               | تاريخ انضمام السنغال | تاريخ انضمام فنلندا |
| ----------- | ----------------------------------------- | -------------------- | ------------------- |
|             | مؤسسة التنمية الدولية                     | 31 أغسطس 1962        | 29 ديسمبر 1960      |
|             | يونسكو                                    | 10 نوفمبر 1960       | 10 أكتوبر 1956      |
|             | وكالة ضمان الاستثمار متعدد الأطراف        | 12 أبريل 1988        | 28 ديسمبر 1988      |
|             | الأمم المتحدة                             | 28 سبتمبر 1960       | 14 ديسمبر 1955      |
|             | الفريق المعني برصد الأرض                  | ?                    | ?                   |
|             | الاتحاد البريدي العالمي                   | ?                    | ?                   |
|             | البنك الدولي للإنشاء والتعمير             | 31 أغسطس 1962        | 14 يناير 1948       |
|             | الاتحاد الدولي للاتصالات                  | 15 نوفمبر 1960       | 1 سبتمبر 1920       |
|             | منظمة حظر الأسلحة الكيميائية              | ?                    | ?                   |
|             | مؤسسة التمويل الدولية                     | 31 أغسطس 1962        | 20 يوليو 1956       |
|             | المركز الدولي لتسوية المنازعات الاستشارية | 21 مايو 1967         | 8 فبراير 1969       |
|             | منظمة التجارة العالمية                    | ?                    | 1995                |
|             | منظمة الشرطة الجنائية الدولية             | ?                    | ?                   |
|             | البنك الإفريقي للتنمية                    | ?                    | ?                   |

## وصلات خارجية
- موقع وزارة الخارجية السنغالية
- موقع وزارة الخارجية الفنلندية